# Пауерс (Орегон)
Пауерс (англ. Powers) — місто (англ. city) в США, в окрузі Кус штату Орегон. Населення — 710 осіб (2020).

## Географія
Пауерс розташований за координатами 42°53′8″ пн. ш. 124°4′24″ зх. д. / 42.88556° пн. ш. 124.07333° зх. д. (42.885501, -124.073367).  За даними Бюро перепису населення США в 2010 році місто мало площу 1,65 км², з яких 1,51 км² — суходіл та 0,13 км² — водойми.

### Клімат
| Клімат : Пауерс         | Клімат : Пауерс | Клімат : Пауерс | Клімат : Пауерс | Клімат : Пауерс | Клімат : Пауерс | Клімат : Пауерс | Клімат : Пауерс | Клімат : Пауерс | Клімат : Пауерс | Клімат : Пауерс | Клімат : Пауерс | Клімат : Пауерс | Клімат : Пауерс |
| Показник                | Січ.            | Лют.            | Бер.            | Квіт.           | Трав.           | Черв.           | Лип.            | Серп.           | Вер.            | Жовт.           | Лист.           | Груд.           | Рік             |
| Абсолютний максимум, °C | 23,3            | 28,3            | 31,1            | 33,9            | 37,2            | 38,9            | 38,3            | 40,6            | 39,4            | 39,4            | 29,4            | 22,8            | 40,6            |
| Середній максимум, °C   | 11,7            | 13,5            | 14,9            | 17,0            | 19,7            | 22,3            | 25,4            | 26,1            | 25,1            | 20,5            | 14,8            | 11,8            | 18,6            |
| Середній мінімум, °C    | 1,7             | 2,4             | 3,1             | 4,4             | 6,7             | 8,8             | 10,4            | 10,1            | 8,1             | 5,9             | 3,7             | 2,2             | 5,6             |
| Абсолютний мінімум, °C  | −12,8           | −13,9           | −5              | −3,3            | −2,2            | −0,6            | 0,6             | 1,1             | −1,7            | −5,6            | −8,3            | −15             | −15             |
| Норма опадів, мм        | 261             | 201             | 202             | 115             | 73              | 33              | 8               | 12              | 32              | 106             | 219             | 271             | 1532            |
| Днів з опадами          | 18              | 16              | 18              | 14              | 11              | 7               | 2               | 3               | 5               | 11              | 16              | 18              | 139,0           |
| ----------------------- | --------------- | --------------- | --------------- | --------------- | --------------- | --------------- | --------------- | --------------- | --------------- | --------------- | --------------- | --------------- | --------------- |
| Джерело:                |                 |                 |                 |                 |                 |                 |                 |                 |                 |                 |                 |                 |                 |

## Демографія
Згідно з переписом 2010 року, у місті мешкало 689 осіб у 314 домогосподарствах у складі 172 родин. Густота населення становила 419 осіб/км².  Було 379 помешкань (230/км²).
Расовий склад населення:
| - 85,1 % — білих - 4,1 % — корінних американців - 0,3 % — азіатів |

До двох чи більше рас належало 10,0 %. Частка іспаномовних становила 4,4 % від усіх жителів.
За віковим діапазоном населення розподілялося таким чином: 19,7 % — особи молодші 18 років, 56,1 % — особи у віці 18—64 років, 24,2 % — особи у віці 65 років та старші. Медіана віку мешканця становила 51,8 року. На 100 осіб жіночої статі у місті припадало 108,2 чоловіків;  на 100 жінок у віці від 18 років та старших — 107,9 чоловіків також старших 18 років.
Середній дохід на одне домашнє господарство  становив 35 150 доларів США (медіана — 25 156), а середній дохід на одну сім'ю — 42 817 доларів (медіана — 32 727). Медіана доходів становила 42 250 доларів для чоловіків та 31 250 доларів для жінок. За межею бідності перебувало 35,1 % осіб, у тому числі 47,7 % дітей у віці до 18 років та 38,5 % осіб у віці 65 років та старших.
Цивільне працевлаштоване населення становило 243 особи. Основні галузі зайнятості: освіта, охорона здоров'я та соціальна допомога — 36,6 %, виробництво — 16,9 %, сільське господарство, лісництво, риболовля — 13,6 %, роздрібна торгівля — 12,3 %.